# Chile Picante
Chile Picante es una película mexicana de 1983 dirigida por René Cardona Jr. y protagonizada por Andrés García, Angélica Chaín y Alberto Rojas.

## Reparto
- Andrés García ... (segmento " La infidelidad")
- Angélica Chaín ... (segmento " La infidelidad")
- Alberto Rojas ... (segmento " La infidelidad")
- Alfredo Wally Barrón ... (segmento " La infidelidad")
- Blanca Guerra ... (segmento " Los Compadres")
- Héctor Suárez ... (segmento " Los Compadres")
- Lalo "El Mimo" ... (segmento " Los Compadres")
- Princesa Lea ... (segmento " Los Compadres")
- María Cardinal ... (segmento " Los Compadres")
- Karen Castello ... (segmento " La infidelidad")
- Alma Estela ... (segmento " La infidelidad")
- Irene Gallegos ... (segmento " La infidelidad")
- Juan Jaramillo ... (segmento " La infidelidad")
- Pedro Weber "Chatanuga" ... (segment " Los Compadres")
- Tito Junco ... (segmento " Los Compadres")
- Norma Lee ... (segmento " La infidelidad")
- Jeannette Mass ... (segmento " Los Compadres")
- Lyn May ... (segmento " Los Compadres")
- Lourdes Morales ... (segmento " La infidelidad")
- Juan Carlos Peralta ... (segmento " La infidelidad")
- Sofia Vargas ... (segmento " La infidelidad")
- Sybille Young ... (segmento " La infidelidad")
- Gerardo Zepeda ... (segmento " La infidelidad")